# Mistrovství světa juniorů v orientačním běhu 1997
8. Mistrovství světa juniorů v orientačním běhu proběhlo v Belgii ve dnech 7. až 13. července 1997. Centrum závodů JMS bylo poblíž obce Leopoldsburg, které leží v provincii Limburk.

## Závod na krátké trati (Middle)

### Výsledky závodu na krátké trati (Middle)
| Muži                                                                                        | Muži                                                                                        | Muži                                                                                        | Muži                                                                                        | Muži                                                                                        | Ženy                                                                                        | Ženy                                                                                        | Ženy                                                                                        | Ženy                                                                                        | Ženy                                                                                        |
| ------------------------------------------------------------------------------------------- | ------------------------------------------------------------------------------------------- | ------------------------------------------------------------------------------------------- | ------------------------------------------------------------------------------------------- | ------------------------------------------------------------------------------------------- | ------------------------------------------------------------------------------------------- | ------------------------------------------------------------------------------------------- | ------------------------------------------------------------------------------------------- | ------------------------------------------------------------------------------------------- | ------------------------------------------------------------------------------------------- |
| - Traťové parametry: 5,0 km, 18 kontrol, ? m převýšení. - Mapa: Wyervlakte 1:10 000 E= 2,5m | - Traťové parametry: 5,0 km, 18 kontrol, ? m převýšení. - Mapa: Wyervlakte 1:10 000 E= 2,5m | - Traťové parametry: 5,0 km, 18 kontrol, ? m převýšení. - Mapa: Wyervlakte 1:10 000 E= 2,5m | - Traťové parametry: 5,0 km, 18 kontrol, ? m převýšení. - Mapa: Wyervlakte 1:10 000 E= 2,5m | - Traťové parametry: 5,0 km, 18 kontrol, ? m převýšení. - Mapa: Wyervlakte 1:10 000 E= 2,5m | - Traťové parametry: 4,2 km, 14 kontrol, ? m převýšení. - Mapa: Wyervlakte 1:10 000 E= 2,5m | - Traťové parametry: 4,2 km, 14 kontrol, ? m převýšení. - Mapa: Wyervlakte 1:10 000 E= 2,5m | - Traťové parametry: 4,2 km, 14 kontrol, ? m převýšení. - Mapa: Wyervlakte 1:10 000 E= 2,5m | - Traťové parametry: 4,2 km, 14 kontrol, ? m převýšení. - Mapa: Wyervlakte 1:10 000 E= 2,5m | - Traťové parametry: 4,2 km, 14 kontrol, ? m převýšení. - Mapa: Wyervlakte 1:10 000 E= 2,5m |
| Umístění                                                                                    | Země                                                                                        | Jméno                                                                                       | Čas                                                                                         | Ztráta                                                                                      | Umístění                                                                                    | Země                                                                                        | Jméno                                                                                       | Čas                                                                                         | Ztráta                                                                                      |
|                                                                                             | Norsko                                                                                      | Jørgen Rostrup                                                                              | 0:23:31                                                                                     |                                                                                             |                                                                                             | Finsko                                                                                      | Hanna Heiskanenová                                                                          | 0:24:17                                                                                     |                                                                                             |
|                                                                                             | Švédsko                                                                                     | Rikard Gunnarsson                                                                           | 0:23:33                                                                                     | + 0:00:02                                                                                   |                                                                                             | Česko                                                                                       | Kateřina Mikšová                                                                            | 0:24:43                                                                                     | + 0:00:26                                                                                   |
|                                                                                             | Švédsko                                                                                     | Per Öberg                                                                                   | 0:23:33                                                                                     | + 0:00:02                                                                                   |                                                                                             | Finsko                                                                                      | Heli Jukkolaová                                                                             | 0:24:46                                                                                     | + 0:00:29                                                                                   |
| 4                                                                                           | Švédsko                                                                                     | Jonas Pilblad                                                                               | 0:23:53                                                                                     | + 0:00:22                                                                                   | 4                                                                                           | Švédsko                                                                                     | Karolina Samuelssonová                                                                      | 0:25:00                                                                                     | + 0:00:43                                                                                   |
| 5                                                                                           | Dánsko                                                                                      | Claus Bobach                                                                                | 0:24:04                                                                                     | + 0:00:33                                                                                   | 5                                                                                           | Rusko                                                                                       | Taťána Pereljavevová                                                                        | 0:25:01                                                                                     | + 0:00:44                                                                                   |
| 6                                                                                           | Švýcarsko                                                                                   | Hubert Klauser                                                                              | 0:24:29                                                                                     | + 0:00:58                                                                                   | 6                                                                                           | Švýcarsko                                                                                   | Simone Luderová                                                                             | 0:25:06                                                                                     | + 0:00:49                                                                                   |

## Závod na klasické trati (Long)

### Výsledky závodu na klasické trati (Long)
| Muži                                                                                      | Muži                                                                                      | Muži                                                                                      | Muži                                                                                      | Muži                                                                                      | Ženy                                                                                     | Ženy                                                                                     | Ženy                                                                                     | Ženy                                                                                     | Ženy                                                                                     |
| ----------------------------------------------------------------------------------------- | ----------------------------------------------------------------------------------------- | ----------------------------------------------------------------------------------------- | ----------------------------------------------------------------------------------------- | ----------------------------------------------------------------------------------------- | ---------------------------------------------------------------------------------------- | ---------------------------------------------------------------------------------------- | ---------------------------------------------------------------------------------------- | ---------------------------------------------------------------------------------------- | ---------------------------------------------------------------------------------------- |
| - Traťové parametry: 11,9 km, 22 kontrol, ? m převýšení. - Mapa: Gruitrode 1:15 000 E= 5m | - Traťové parametry: 11,9 km, 22 kontrol, ? m převýšení. - Mapa: Gruitrode 1:15 000 E= 5m | - Traťové parametry: 11,9 km, 22 kontrol, ? m převýšení. - Mapa: Gruitrode 1:15 000 E= 5m | - Traťové parametry: 11,9 km, 22 kontrol, ? m převýšení. - Mapa: Gruitrode 1:15 000 E= 5m | - Traťové parametry: 11,9 km, 22 kontrol, ? m převýšení. - Mapa: Gruitrode 1:15 000 E= 5m | - Traťové parametry: 7,8 km, 17 kontrol, ? m převýšení. - Mapa: Gruitrode 1:15 000 E= 5m | - Traťové parametry: 7,8 km, 17 kontrol, ? m převýšení. - Mapa: Gruitrode 1:15 000 E= 5m | - Traťové parametry: 7,8 km, 17 kontrol, ? m převýšení. - Mapa: Gruitrode 1:15 000 E= 5m | - Traťové parametry: 7,8 km, 17 kontrol, ? m převýšení. - Mapa: Gruitrode 1:15 000 E= 5m | - Traťové parametry: 7,8 km, 17 kontrol, ? m převýšení. - Mapa: Gruitrode 1:15 000 E= 5m |
| Umístění                                                                                  | Země                                                                                      | Jméno                                                                                     | Čas                                                                                       | Ztráta                                                                                    | Umístění                                                                                 | Země                                                                                     | Jméno                                                                                    | Čas                                                                                      | Ztráta                                                                                   |
|                                                                                           | Švédsko                                                                                   | Johan Modig                                                                               | 1:00:51                                                                                   |                                                                                           |                                                                                          | Švýcarsko                                                                                | Simone Luderová                                                                          | 5:36:00                                                                                  |                                                                                          |
|                                                                                           | Česko                                                                                     | Vladimír Lučan                                                                            | 1:03:33                                                                                   | + 0:02:42                                                                                 |                                                                                          | Finsko                                                                                   | Hanna Heiskanenová                                                                       | 6:42:00                                                                                  | + 1:06:00                                                                                |
|                                                                                           | Slovensko                                                                                 | Marián Dávidik                                                                            | 1:04:10                                                                                   | + 0:03:19                                                                                 |                                                                                          | Švýcarsko                                                                                | Regula Hulligerová                                                                       | 8:00:00                                                                                  | + 2:24:00                                                                                |
| 4                                                                                         | Švédsko                                                                                   | Mats Troeng                                                                               | 1:04:28                                                                                   | + 0:03:37                                                                                 | 4                                                                                        | Finsko                                                                                   | Riina Kuuseloová                                                                         | 9:28:00                                                                                  | + 3:52:00                                                                                |
| 5                                                                                         | Norsko                                                                                    | Jørgen Rostrup                                                                            | 1:04:35                                                                                   | + 0:03:44                                                                                 | 5                                                                                        | Švédsko                                                                                  | Jenny Johanssonová                                                                       | 9:49:00                                                                                  | + 4:13:00                                                                                |
| 6                                                                                         | Švédsko                                                                                   | Per Öberg                                                                                 | 1:05:25                                                                                   | + 0:04:34                                                                                 | 6                                                                                        | Česko                                                                                    | Eva Juřeníková                                                                           | 10:04:00                                                                                 | + 4:28:00                                                                                |

## Štafetový závod

### Výsledky štafetového závodu
| Muži                                                                                            | Muži                                                                                            | Muži                                                                                            | Muži                                                                                            | Muži                                                                                            | Ženy                                                                                    | Ženy                                                                                    | Ženy                                                                                    | Ženy                                                                                    | Ženy                                                                                    |
| ----------------------------------------------------------------------------------------------- | ----------------------------------------------------------------------------------------------- | ----------------------------------------------------------------------------------------------- | ----------------------------------------------------------------------------------------------- | ----------------------------------------------------------------------------------------------- | --------------------------------------------------------------------------------------- | --------------------------------------------------------------------------------------- | --------------------------------------------------------------------------------------- | --------------------------------------------------------------------------------------- | --------------------------------------------------------------------------------------- |
| - Traťové parametry : ? km, ? kontrol, ? m převýšení - Mapa: de Hechtelse duinen 1:10 000 E= 5m | - Traťové parametry : ? km, ? kontrol, ? m převýšení - Mapa: de Hechtelse duinen 1:10 000 E= 5m | - Traťové parametry : ? km, ? kontrol, ? m převýšení - Mapa: de Hechtelse duinen 1:10 000 E= 5m | - Traťové parametry : ? km, ? kontrol, ? m převýšení - Mapa: de Hechtelse duinen 1:10 000 E= 5m | - Traťové parametry : ? km, ? kontrol, ? m převýšení - Mapa: de Hechtelse duinen 1:10 000 E= 5m | - Parametry : ? km, ? kontrol, ? m převýšení - Mapa: de Hechtelse duinen 1:10 000 E= 5m | - Parametry : ? km, ? kontrol, ? m převýšení - Mapa: de Hechtelse duinen 1:10 000 E= 5m | - Parametry : ? km, ? kontrol, ? m převýšení - Mapa: de Hechtelse duinen 1:10 000 E= 5m | - Parametry : ? km, ? kontrol, ? m převýšení - Mapa: de Hechtelse duinen 1:10 000 E= 5m | - Parametry : ? km, ? kontrol, ? m převýšení - Mapa: de Hechtelse duinen 1:10 000 E= 5m |
| Umístění                                                                                        | Země                                                                                            | Jméno                                                                                           | Čas                                                                                             | Ztráta                                                                                          | Umístění                                                                                | Země                                                                                    | Jméno                                                                                   | Čas                                                                                     | Ztráta                                                                                  |
|                                                                                                 | Švédsko                                                                                         | Jonas Pilblad Johan Modig Per Öberg                                                             | 2:09:42                                                                                         |                                                                                                 |                                                                                         | Švédsko                                                                                 | Emma Engstrandová Jenny Johanssonová Catarina Aspová                                    | 2:06:59                                                                                 |                                                                                         |
|                                                                                                 | Česko                                                                                           | Lukáš Přinda Michal Horáček Vladimír Lučan                                                      | 2:14:34                                                                                         | + 0:04:52                                                                                       |                                                                                         | Česko                                                                                   | Zuzana Macúchová Vendula Klechová Michaela Skoumalová                                   | 2:10:47                                                                                 | + 0:03:48                                                                               |
|                                                                                                 | Slovensko                                                                                       | František Libant Igor Patráš Marián Dávidík                                                     | 2:14:51                                                                                         | + 0:05:09                                                                                       |                                                                                         | Švýcarsko                                                                               | Sara Wegmüllerová Regula Hulligerová Simone Luderová                                    | 2:11:33                                                                                 | + 0:04:34                                                                               |
| 4                                                                                               | Norsko                                                                                          | Anders Nordberg Hans Gunnar Omdal Jørgen Rostrup                                                | 2:14:55                                                                                         | + 0:05:13                                                                                       | 4                                                                                       | Rusko                                                                                   | Anastassija Plodovitová Elisabet Kuznezová Galina Galkinová                             | 2:16:23                                                                                 | + 0:09:24                                                                               |
| 5                                                                                               | Ukrajina                                                                                        | Jakov Sidjarenko Vitali Gavrilenko Maxim Stelmah                                                | 2:14:58                                                                                         | + 0:05:16                                                                                       | 5                                                                                       | Finsko                                                                                  | Riina Kuuseloová Heli Jukkolaová Hanna Heiskanenová                                     | 2:17:17                                                                                 | + 0:10:18                                                                               |
| 6                                                                                               | Finsko                                                                                          | Samuli Salmenoja Jonne Lakanen Ilkka Leppävuori                                                 | 2:15:31                                                                                         | + 0:05:49                                                                                       | 6                                                                                       | Norsko                                                                                  | Karine Nordstrandová Randi Høilundová Aasne Fenne Hoksrudová                            | 2:17:32                                                                                 | + 0:10:33                                                                               |

## Česká juniorská reprezentace na JMS
| Muži                       | Muži                       | Muži                       | Muži                       | Ženy                        | Ženy                        | Ženy                        | Ženy                        |
| -------------------------- | -------------------------- | -------------------------- | -------------------------- | --------------------------- | --------------------------- | --------------------------- | --------------------------- |
| - Umístění českých juniorů | - Umístění českých juniorů | - Umístění českých juniorů | - Umístění českých juniorů | - Umístění českých juniorek | - Umístění českých juniorek | - Umístění českých juniorek | - Umístění českých juniorek |
| Jméno                      | Middle                     | Long                       | Štafety                    | Jméno                       | Middle                      | Long                        | Štafety                     |
| Luboš Matějů               | 43. místo                  | 25. místo                  | x                          | Michaela Skoumalová         | WB2. místo                  | 60. místo                   | 2. místo                    |
| Michal Horáček             | 24. místo                  | 8. místo                   | 2. místo                   | Zuzana Macúchová            | 18. místo                   | 81. místo                   | 2. místo                    |
| Radovan Čech               | 17. místo                  | 40. místo                  | x                          | Vendula Klechová            | 41. místo                   | 69. místo                   | 2. místo                    |
| Radek Ticháček             | 28. místo                  | 46. místo                  | x                          | Kateřina Mikšová            | 2. místo                    | 8. místo                    | x                           |
| Lukáš Přinda               | 40. místo                  | 17. místo                  | 2. místo                   | Eva Juřeníková              | 7. místo                    | 6. místo                    | x                           |
| Vladimír Lučan             | 11. místo                  | 2. místo                   | 2. místo                   | Zdenka Stará                | 26. místo                   | 20. místo                   | x                           |

## Medailová klasifikace podle zemí
| Medailová klasifikace podle zemí | Medailová klasifikace podle zemí | Medailová klasifikace podle zemí | Medailová klasifikace podle zemí | Medailová klasifikace podle zemí | Medailová klasifikace podle zemí |
| Umístění                         | Země                             | Zlato                            | Stříbro                          | Bronz                            | Součet                           |
| -------------------------------- | -------------------------------- | -------------------------------- | -------------------------------- | -------------------------------- | -------------------------------- |
| 1.                               | Švédsko                          | 3                                | 2                                | -                                | 5                                |
| 2.                               | Finsko                           | 1                                | 1                                | 1                                | 3                                |
| 3.                               | Švýcarsko                        | 1                                | -                                | 2                                | 3                                |
| 4.                               | Norsko                           | 1                                | -                                | -                                | 1                                |
| 5.                               | Česko                            | -                                | 4                                | -                                | 4                                |
| 6.                               | Slovensko                        | -                                | -                                | 2                                | 2                                |